# 에메강
에메강(독일어: Emme)은 스위스의 강이다. 이 강은 베른주의 호간트(Hohgant)와 아우그슈트마트호른(Augstmatthorn) 봉우리 사이의 알프스에서 솟아오른다. 에메강은 길이가 80 km이며, 에멘탈을 통해 추히빌과 루터바흐 사이로 흐르는 아레강으로 흘러들어 간다. 배수 면적은 983 km2이다. 입에서의 평균 배출은 초당 약 20,000 L이다. 최대 배출은 최대 500,000 L/s이다.
에메강은 물 배출의 급격한 변화로 유명하다. 예레미아스 고트헬프는 에메 계곡의 물 위기를 설명하면서 1837년 8월 13일에 발생한 매우 크고 파괴적이어서 잘 알려진 홍수를 인상적으로 묘사한다. 이 홍수와 다른 홍수로 인해 수많은 19세기의 운하와 댐의 건설로 이어졌다.
에메강의 지류로는 일피스강(Ilfis)과 림파흐강(Limpach)이 있다.

## 같이 보기
- 에멘탈
- 클라이네 에메